# Mamdouh Khayat
Mamdouh Khayat (ou Khayyat'), dit Captain, né en 1964, est un pilote de rallyes saoudien.

## Biographie
Cet ancien pilote est désormais Directeur Général de Ast Auto Tcnic, importateur de voitures de luxe entre autres au Royaume-Uni.

## Titres
| Année | Titre                                    | Véhicule                                           |
| ----- | ---------------------------------------- | -------------------------------------------------- |
| 1992  | Champion du Moyen-Orient FIA des Rallyes | Lancia Delta HF Integrale/Ford Sierra RS Cosworth; |

(il a été 2e du rallye du Liban en 1991 et 1992)